# Hotter than July
Hotter than July is het negentiende reguliere studioalbum van Stevie Wonder. Het werd op 29 september 1980 uitgebracht door Tamla Records. Wonder verzorgde zelf de muzikale productie en Gary Olazabal, met wie hij eerder had gewerkt aan het soundtrackalbum Journey through the Secret Life of Plants, was geluidstechnicus van dienst.

## Tracklist
| Nr. | Titel                          | Schrijver(s)                                  | Duur |
| --- | ------------------------------ | --------------------------------------------- | ---- |
| 1.  | Did I Hear You Say You Love Me | Stevie Wonder                                 | 4:07 |
| 2.  | All I Do                       | Wonder, Clarence Paul, Morris Broadway        | 5:06 |
| 3.  | Rocket Love                    | Wonder (strijkersarrangement door Paul Riser) | 4:40 |
| 4.  | I Ain't Gonna Stand for It     | Wonder                                        | 4:39 |
| 5.  | As If You Read My Mind         | Wonder                                        | 3:37 |

| 1.                 | Master Blaster (Jammin') | Wonder | 5:07 |
| 2.                 | Do Like You              | Wonder | 4:26 |
| 3.                 | Cash In Your Face        | Wonder | 4:01 |
| 4.                 | Lately                   | Wonder | 4:04 |
| 5.                 | Happy Birthday           | Wonder | 5:57 |
| Totale duur: 45:52 |                          |        |      |

### Singles
Vier van de liedjes op Hotter than July werden tevens als singles uitgebracht:
1. "Master Blaster (Jammin')" (september 1980), een ode aan Bob Marley. Wonder was bevriend met de reggaezanger, met wie hij op 4 oktober 1975 in Kingston, Jamaica optrad. Deze show, getiteld het Wonder Dream Concert, was een benefietconcert om geld in te zamelen voor het Jamaican Institute for the Blind. Als toegift speelden Marley en Wonder samen de liedjes "I Shot the Sheriff" en "Superstition".[1] Deze single bereikte de tweede plaats in de Britse hitlijst en de vijfde in de Amerikaanse lijst.
2. "I Ain't Gonna Stand for It". Deze single bereikte de tiende plaats in de Britse hitlijst en de elfde plaats in de Amerikaanse lijst.
3. "Lately". Deze single bereikte de derde plaats in de Britse hitlijst en de 64ste in de Amerikaanse lijst.
4. "Happy Birthday", een funky vertolking van het bekende verjaardagsliedje. Wonder speelde een grote rol in een (uiteindelijk succesvolle) campagne om van de geboortedag van Martin Luther King een internationale feestdag, de Martin Luther Kingdag, te maken. Deze single bereikte de tweede plaats in de Britse hitlijst.

## Musici
Naast de multi-instrumentalist Stevie Wonder waren bij de opnamen de volgende musici betrokken:

### Kant A
"Did I Hear You Say You Love Me" (4:07)
- Nathan Watts - basgitaar, achtergrondzang
- Isaiah Sanders - elektrische piano, achtergrondzang
- Benjamin Bridges - gitaar, achtergrondzang
- Earl DeRouen - percussie, achtergrondzang
- Robert Malach, Hank Redd - saxofoon
- Dennis Davis - drums
- Larry Gittens, Nolan A. Smith Jr. - trompet
- Alexandra Brown Evans, Angela Winbush, Charlie Collins, Ed Brown, Mary Lee Whitney Evans, Shirley Brewer, Susaye Greene Brown - achtergrondzang

"All I Do" (5:06)
- Hank Redd - saxofoon
- Betty Wright, Eddie Levert, Jamil Raheem, Michael Jackson, Walter Williams - achtergrondzang

"Rocket Love" (4:40)
- Benjamin Bridges - gitaar

"I Ain't Gonna Stand for It" (4:39)
- Nathan Watts - basgitaar
- Isaiah Sanders - Fender Rhodes-piano
- Hank Devito - steelgitaar
- Benjamin Bridges - gitaar
- Charles K. Wilson, Ronnie J. Wilson - achtergrondzang

"As If You Read My Mind" (3:37)
- Nathan Watts - basgitaar
- Benjamin Bridges, Rick Zunigar - gitaar
- Earl DeRouen - percussie
- Dennis Davis - drums
- Isaiah Sanders - Fender Rhodes
- Syreeta Wright - achtergrondzang

### Kant B
"Master Blaster (Jammin')" (5:07)
- Nathan Watts - basgitaar
- Isaiah Sanders - orgel
- Benjamin Bridges, Rick Zunigar - gitaar
- Earl DeRouen - percussie
- Hank Redd - saxofoon
- Dennis Davis - drums
- Larry Gittens - trompet
- Alexandra Brown Evans, Angela Winbush, Marva Holcolm, Shirley Brewer - achtergrondzang

"Do Like You" (4:26)
- Earl DeRouen - percussie
- Larry Gittens - trompet
- Robert Malach - saxofoon
- Alexandra Brown Evans, Melody McCully, Shirley Brewer, Windy Barnes - achtergrondzang

"Cash in Your Face" (4:01)
- Bill Wolfer - handgeklap
- Dennis Morrison, Hank Redd, Kimberly Jackson, Stephanie Andrews, Trevor Lawrence - handgeklap
- Earl DeRouen - percussie

"Lately" (4:04)
- solo

"Happy Birthday" (5:57)
- Betty Wright, Brenda M. Boyce, Emma Coleman, Josie James, LaDee Streeter, Linda Allen, Malikia Hilton, Melody McCully, Nadra Ross, Renee Hardaway, Shirley Brewer, Susaye Greene Brown*, Tammy Thomas, Venetta Wiley, Windy Barnes - achtergrondzang

## Hitnoteringen
Het album bereikte de tweede plaats in de Britse hitlijst en was daarmee Wonder succesvolste album in het Verenigd Koninkrijk. In de Amerikaanse hitlijst Billboard 200 bereikte het de derde plaats. Ook in Oostenrijk (2de plaats), Nederland (4de), Zweden (3de), Noorwegen (5de) en Nieuw-Zeeland (2de) behaalde het album de top tien.